# Sanctuaire de la Miséricorde-Divine de Stockbridge
Pour les articles homonymes, voir sanctuaire de la Miséricorde-Divine.
Le sanctuaire de la Miséricorde-Divine est une église située à Stockbridge dans l’État du Massachusetts aux États-Unis, que l’Église catholique rattache au diocèse de Springfield. La Conférence des évêques catholiques des États-Unis l’a désigné comme son deuxième sanctuaire national, en 1996.